# Grænavatn (Rangárþing ytra)
Pour les articles homonymes, voir Grænavatn.
Le Grænavatn est un lac d'Islande situé dans le Sud du pays, au nord-est du Landmannalaugar et au sud-ouest du Vatnajökull. Il est l'un des plus grands lacs des Veiðivötn. Il abrite une population naturelle de truites brunes provenant de l'Ónýtavatn et qui ont remonté le petit cours d'eau émissaire du Grænavatn.